# دهستان بونگو
دهستان بونگو (به لاتین: Bongo Gewog) یک دهستان در کشور بوتان است که در ناحیهٔ چوخا واقع شده‌است. دهستان بونگو ۳۹۶ کیلومتر مربع مساحت و ۶٬۵۱۲ نفر جمعیت دارد.